# Puerto de Ibañeta
Puerto de Ibañeta är ett bergspass i Spanien.   Det ligger i provinsen Provincia de Navarra och regionen Navarra, i den nordöstra delen av landet, 300 km nordost om huvudstaden Madrid. Puerto de Ibañeta ligger 1 056 meter över havet.
Terrängen runt Puerto de Ibañeta är kuperad. Runt Puerto de Ibañeta är det mycket glesbefolkat, med 6 invånare per kvadratkilometer. Närmaste större samhälle är Erroibar, 12,8 km sydväst om Puerto de Ibañeta. I omgivningarna runt Puerto de Ibañeta växer i huvudsak blandskog.